# Брахими, Джемаль
Джемаль Брахими (алб. Xhemal Brahimi; 1918—1983), также Джемаль Брахими Аслани — албанский антикоммунистический повстанец, один из лидеров Восстания Жапокики в 1948. Ведущий организатор и пропагандист, политкомиссар повстанческого отряда Чета «Баба Шефкети». После подавления восстания бежал из страны. Несколько раз нелегально возвращался в Албанию. Скончался в эмиграции. В современной Албании признан патриотом и борцом за свободу и демократию.

## Крестьянин-республиканец
Родился в крестьянской семье албанских мусульман из деревни Жапокика округа Тепелена. Детство и юность Джемаля Брахими пришлись на времена жёсткой политической борьбы между сторонниками и противниками короля Зогу, молодость — на Вторую мировую войну, итальянскую и немецкую оккупацию, вооружённую борьбу между албанскими коммунистами и националистами.
Крестьянин Джелаль Брахими с ранних лет отличался общественно-политической активностью. В предвоенный период был известен как антизогист, активный противник монархии. В первой половине начале 1940-х состоял в республиканско-националистическом движении Балли Комбетар. Участвовал в партизанской войне. Придерживался антикоммунистических и антифашистских взглядов.
После войны Джемаль Брахими обосновался в родной деревне. Занимался крестьянским трудом. Был женат, имел двух сыновей.

## Националист-антикоммунист

### Противник ходжаистского режима
В ноябре 1944 к власти в Албании пришла Коммунистическая партия во главе с Энвером Ходжей. В НРА был установлен жёсткий сталинистский просоветский режим. Партийная диктатура, бюрократическая централизация, политические репрессии огосударствление экономики вызывали широкое недовольство в стране. Были подавлены вооружённые акции Балли Комбетар, несколько крупных восстаний на севере страны.
Юг Албании, особенно область Гирокастра, включавшая Тепелену, считался оплотом компартии. Однако и здесь ширилось крестьянское недовольство коллективизацией, конфискациями собственности, растущими налогами и поборами, агрессивным государственным давлением на традиционный общинный уклад, массовыми репрессиями Сигурими. Особенно обострилось положение с января 1948, когда Сигурими расстреляла в Гирокастре нескольких авторитетных жителей Тепелены — в том числе исламского проповедника-бекташи Шефкета Махмутая и поэта Али Томори.
Джемаль Брахими, приверженец традиционного «внутреннего» строя крестьянской общины, сопротивлялся вторжению государственной бюрократии в прежде независимую от центральной власти албанскую деревню. Он был также убеждённым противником коммунистической идеологии и системы — с позиций демократии и националистического традиционализма. Ходжаистская политика была непримиримо враждебна его политическим взглядам и социально-экономическим интересам.
По стране распространялась информация о восстаниях на севере, о расколе в коммунистической верхушке между просоветской группой Энвера Ходжи и подвергнутой преследованиям проюгославской группой Кочи Дзодзе, о массовом недовольстве режимом, об эмигрантском центре Мидхата Фрашери, о начавшейся в мире глобальной Холодной войне. В середине 1948 Джемаль Брахими посчитал момент подходящим и начал агитировать односельчан за вооружённое выступление против властей.

### Организатор антикоммунистического формирования
Талантливый оратор и организатор, Брахими сумел привлечь двадцать-тридцать крестьян. Ближайшими соратниками Джемаля Брахими выступали его брат Джалиль, крестьянин Байрам Камбери и бывший сотрудник королевской полиции Суло Заими, шурин Брахими. Вооружённые ячейки были созданы в Жапокике и нескольких близлежащих деревнях — Люфтинье, Комчишти, Главе, Леване, Салари, Дукае, Плашнику-и-Вогеле. Также Брахими направил связных в соседние регионы — Берат, Гирокастру, Малокастру и Влёру. В Главе на постоянной связи находилось подпольное антикоммунистическое формирование бывшего полицейского Демо Касо.
Наряду с подпольными организационными усилиями, Джемаль Брахими формулировал идеологию и политическую программу, разрабатывал оперативные планы движения. Он разоблачал коммунистический режим как врага крестьянства, наносящего экономический ущерб и разрушающего социальный уклад. Целью борьбы называл свержение коммунистической власти и «создание националистического и демократического правительства» — признающего традиционную крестьянскую автономию. Ссылался на Мидхата Фрашери и Абаса Эрменьи. Говорил о возможной помощи антикоммунистическому восстанию со стороны США и Великобритании.

Джемаль Брахими говорил, что эта власть захватила нашу землю и швырнула нас в нищету. Мы провели три встречи, на которых выступал Джемаль… Он закончил словами: «Долой коммунизм, который угнетает всех нас!»

Оперативный план Брахими состоял в захвате нескольких деревень Тепелены и Берата с закреплением повстанцев на освобождённой территории. Он реально был уверен, что локальный успех на юге стимулирует крестьянские восстания по всей стране, прежде всего на севере, вторжение эмигрантов и англо-американскую поддержку. После чего с разных направлений будет развёрнуто наступление на Тирану.
Джемаль Брахими разработал текст клятвы соратника и написал гимн восстания. Песня содержала призыв к борьбе по заветам албанского национального героя Скандербега и расстрелянного Сигурими тепеленского общественного деятеля и поэта Баба Али Томори.
Впоследствии, на суде в 1949, обвиняемые повстанцы отмечали ведущую роль Джемаля Брахими как организатора и пропагандиста.

## Комиссар повстанческого отряда
28 сентября 1948 в Жапокике состоялось тайное собрание, инициированное Джемалем Брахими. Три десятка крестьян создали антикоммунистический повстанческий отряд, получивший название Чета Баба Шефкети (в честь казнённого коммунистами проповедника Шефкета Махмутая). Командиром отряда был избран 49-летний Байрам Камбери, политическим комиссаром — 30-летний Джемаль Брахими. Исследователи полагают, что именно Брахими являлся реальным лидером восстания.
Первая акция четы «Баба Шефкети» пришлась на начало октября. 1 октября повстанцы вступили в деревни Комчишти и провели там митинг. Джемаль Брахими выступил с речью, полной антикоммунистических призывов. Затем отряд ушёл из Комчишти. Ночью Сигурими и полиция арестовали трёх жителей деревни, вступивших в «Баба Шефкети».
2 октября 1948 в Комчишти произшло боестолкновение: повстанцы под командованием Камбери и Брахими атаковали правительственные силы и освободили своих соратников. Был убит лейтенант Сигурими Джезо Макаши. Двое осведомителей Сигурими были взяты в плен, но вскоре отпущены. В ознаменование победы Брахими снова провёл антикоммунистический митинг, призвал к борьбе против КПА и СССР.
Превосходящие силы Сигурими и полиции вынудили отряд к отступлению. Отход осуществлялся разделившимися группами в направлении албано-греческой границы. Джемаль Брахими отступал с группой соратников через деревни Рабия и Леван. С ним были братья Мехмет (заместитель командира Камбери) и Сефер (руководитель ликвидационной команды «Чёрная рука») Юзейри, начальник штаба отряда Сало Касо и боец Шако Мучодемай. Скрывались и получали продовольствие с помощью сочувствующих крестьян-пастухов. В Леване Брахими рассчитывал соединиться с Суло Заими, но тот был захвачен Сигурими.
Трудные обстоятельства отхода, неотступное преследование, потеря шансов на соединение с группой Займи подорвали влияние Брахими. Он продолжал уверять, будто «правительство на грани падения, армия готова к восстанию, близится иностранная помощь» — но всё это переставало восприниматься.
8 октября 1948 произошло боестолкновение повстанцев с полицией и Сигурими. Джемаль Брахими принял личное участие — стрелял и бросал гранаты. Из повстанцев погибли Мехмет Юзейри и Сало Касо, с правительственной стороны были убиты двое полицейских. Джемаль Брахими, Сефер Юзейри и Шако Мучодемай, отстреливаясь, смогли оторваться от преследования. Юзейри был арестован через день, Мучодемай — через неделю.
Летом 1949 военный суд Гирокастры вынес обвинительные приговоры 25 повстанцам четы «Баба Шефкети». Были расстреляны Байрам Камбери и Сефер Юзейри, самый длительный срок — 20 лет заключения — получил Шако Мучодемай. К 20 годам на другом процессе был приговорён Суло Заими.

## Эмиграция и легенда
Джемаль Брахими был единственным из членов «Баба Шефкети», кому удалось уйти от преследования. Через несколько дней после боя 8 октября он сумел пересечь границу и выбраться из НРА.
Некоторое время Брахими прожил в Греции, затем перебрался на Мальту. По некоторым данным, прошёл тренировочные курсы в лагерях боевой подготовки. За период 1948—1960 годов Брахими несколько раз с греческой территории проникал в Албанию. В Люшне он конспиративно встречался с депортированной женой Самбретьей. За это время у Джемаля и Самбретьи Брахими родилась дочь, ставшая третьим ребёнком.
Джемаль Брахими превратился в своего рода «живую легенду» Тепелены. Его тайное присутствие — реальное или по слухам — воспринималось как преддверие нового восстания. Однако каких-либо антирежимных выступлений он уже не смог инициировать.
В итоге Джемаль Брахими перебрался на жительство в США. Обзавёлся новой семьёй. Брахими сильно переживал за родных, оставшихся в Албании — его брат, жена и дети подвергались многолетнему заключению и интернированию. Стал злоупотреблять алкоголем. Скончался Джемаль Брахими в возрасте 65 лет.

## Память в современности
Через семь лет после смерти Джемаля Брахими в Албании начались массовые протесты, приведшие к падению коммунистического режима. В 1991 были освобождены родственники Брахими.
В современной Албании Восстание Жапокики считается актом крестьянского сопротивления тоталитарной диктатуре. Джемаль Брахими, идеолог и организатор восстания, признан албанским патриотом, борцом за свободу и демократию, достойным уважения вместе со своими соратниками. В 66-ю годовщину восстания президент Албании Буяр Нишани наградил коммуну Люфтинье, куда входят восставшие деревни, орденом «Честь нации». Президент Нишани особо выделил Джемаля Брахими и Байрама Камбери среди «бесстрашных и мудрых людей, поднявшихся на защиту достоинства и будущего».